# 2025 en bande dessinée
| Années de la bande dessinée : 2022 - 2023 - 2024 - 2025 - 2026 - 2027 - 2028    |
| Décennies de la bande dessinée : 1990 - 2000 - 2010 - 2020 - 2030 - 2040 - 2050 |

Cet article présente les faits marquants de l'année 2025 en bande dessinée.

## Événements
- Festival d'Angoulême 2025, du 30 janvier au 2 février

### Prix et récompenses
- Prix BD Fnac France Inter : Au-dedans de Will McPhail, 404 éditions
- Prix Tournesol : Ce que je sais de Rokia de Francesca Vartuli et Quitterie Simon, Futuropolis
- Grand prix de la ville d'Angoulême, désigné par un vote des auteurs : Anouk Ricard
- Fauve d'or : prix du meilleur album : Deux filles nues de Luz, Albin Michel
- Prix Gotlib : François Boucq pour Le Petit Pape Pie 3,14 arrondit les angles

## Nouveaux albums

### Franco-belge
| janvier |

### Comics
| janvier |

### Érotique
| Sortie  | Titre | Scénariste | Dessinateur | Coloriste | Éditeur |
| ------- | ----- | ---------- | ----------- | --------- | ------- |
| janvier |       |            |             |           |         |

## Décès
- 7 janvier : Michetz, auteur belge né en 1951 ;
- 10 janvier : Michel Schetter, auteur belge né en 1948 ;
- 15 janvier :
  - Patricia Lyfoung, autrice française née en 1977 ;
  - Turtel Onli, auteur de bande dessinée américain, né en 1952 ;
- 17 janvier : Jules Feiffer, auteur américain né en 1929 ;
- 20 janvier : Alain Sikorski, auteur belge né en 1959 ;
- 24 janvier : Gianfranco Manfredi, scénariste de bande dessinée italien, né en 1948 ;
- 15 février :
  - Chantal De Spiegeleer, autrice belge née en 1957 ;
  - Jacques Diament, premier rédacteur en chef de Fluide glacial né en 1936 ;
- 25 février : Roberto Orci, scénariste de comics, né en 1973 ;
- 1er mars : Walter Fahrer, auteur de bande dessinée argentin, né en 1939 ;
- 13 mars : Pierluigi Sangalli, illustrateur italien, né en 1938 ;
- 27 mars : Hy Eisman, auteur américain de bandes dessinées, né en 1927 ;
- 25 avril : Jack Katz, auteur de bande dessinée et illustrateur américain, né en 1927 ;
- 1er mai :
  - Jackson Guice, dessinateur de comics américain, né en 1961 ;
  - Lidwine, dessinateur français de bande dessinée, né en 1960 ;
- 8 mai : Enea Riboldi, dessinateur et illustrateur italien, né en 1954 ;
- 16 mai : Gerard Soeteman, scénariste de bande dessinée néerlandais, né en 1936 ;
- 24 mai : Peter David, auteur américain, né en 1956 ;
- juin : François Marcela-Froideval, scénariste français, connue pour son travail sur les Chroniques de la Lune noire, né en 1958[1].